# Сан-Джоан (фунікулер)
41°35′19″ пн. ш. 1°50′00″ сх. д. / 41.58868611° пн. ш. 1.83334167° сх. д.
Сан-Джоан (кат. Funicular de Sant Joan; ісп. Funicular de San Juan) — фунікулер на Монсеррат, поблизу Барселони в Каталонії, Іспанія. Лінія сполучає монастир і верхній кінець зубчастої залізниці Монсеррат, зі священними місцями, пішохідними стежками та оглядовими точками на вершині. З максимальним градієнтом 65 %, цей фунікулер має найбільший кутовий коефіцієнт в Іспанії.

## Огляд
Фунікулер має технічні параметри:
Технічні параметри
- Довжина: 503 м
- Висота: 248 м
- Максимальний кутовий коефіцієнт: 65,2 %
- Вагонів: 2
- Місткість: 60 пасажирів на машину
- Конфігурація: Одноколійна з роз'їздом
- Час у дорозі: 6 хвилин
- Ширина колії: 1000 мм
- Привід: Електрика

## Експлуатація
Лінія експлуатується Ferrocarrils de la Generalitat de Catalunya (Каталонські урядові залізниці, FGC), що також експлуатують зубчасту залізницю Монсеррат та фунікулер Санта-Кова, разом з двома іншими фунікулерами та Барселонський S-bahn.